# Fuveau
 Fuveau  es una comuna  y población de Francia, en la región de Provenza-Alpes-Costa Azul, departamento de Bocas del Ródano, en el distrito de Aix-en-Provence y cantón de Trets.
Su población en el censo de 1999 era de 7.509 habitantes. Forma parte de la aglomeración urbana de Marsella-Aix-en-Provence.
Está integrada en la Communauté d’agglomération du Pays d’Aix-en-Provence .

## Demografía
| 2528 | 5048 | 3348 | 4029 | 6410 | 7509 |
| Para los censos de 1962 a 1999 la población legal corresponde a la población sin duplicidades (Fuente: INSEE [Consultar]) |      |      |      |      |      |